# Pechino Express
Pechino Express est la version italienne du jeu télévisé Peking Express, diffusée entre 2012 et 2020 sur Rai Due, mais à partir de 2022 il a été diffusé sur Sky Italia.

## Saisons
| Saisons | Sous-titre                                         | Présentateur                                        | Début             | Fin              | Continent | Pays traversés                                   | Distance  |
| ------- | -------------------------------------------------- | --------------------------------------------------- | ----------------- | ---------------- | --------- | ------------------------------------------------ | --------- |
| 1       | Avventura in Oriente (Aventure en Orient)          | Emanuele Filiberto di Savoia                        | 13 septembre 2012 | 15 novembre 2012 | Asie      | Inde Népal Chine                                 | 7 900 km  |
| 2       | Obiettivo Bangkok (Objectif Bangkok)               | Costantino della Gherardesca (en)                   | 8 septembre 2013  | 4 novembre 2013  | Asie      | Viêt Nam Cambodge Laos Thaïlande                 | 8 000 km  |
| 3       | Ai confini dell'Asia (Aux frontières de l'Asie)    | Costantino della Gherardesca (en)                   | 7 septembre 2014  | 3 novembre 2014  | Asie      | Birmanie Malaisie Singapour Indonésie            | 8 000 km  |
| 4       | Il nuovo mondo (Le nouveau monde)                  | Costantino della Gherardesca (en)                   | 7 septembre 2015  | 2 novembre 2015  | Amérique  | Équateur Pérou Brésil                            | 8 000 km  |
| 5       | Le civiltà perdute (Les civilisations perdues)     | Costantino della Gherardesca (en)                   | 12 septembre 2016 | 14 novembre 2016 | Amérique  | Colombie Guatemala Mexique                       | 7 000 km  |
| 6       | Verso il Sol Levante (Vers le Soleil Levant)       | Costantino della Gherardesca (en)                   | 13 septembre 2017 | 15 novembre 2017 | Asie      | Philippines Taïwan Japon                         | 6 000 km  |
| 7       | Avventura in Africa (Aventure en Afrique)          | Costantino della Gherardesca (en)                   | 20 septembre 2018 | 22 novembre 2018 | Afrique   | Maroc Tanzanie Afrique du Sud                    | 15 000 km |
| 8       | Le stagioni dell'Oriente (Les saisons de l'Orient) | Costantino della Gherardesca (en)                   | 11 février 2020   | 14 avril 2020    | Asie      | Thaïlande Chine Corée du Sud                     | 8 000 km  |
| 9       | La rotta dei sultani (La route des sultans)        | Costantino della Gherardesca Enzo Miccio            | 10 mars 2022      | 12 mai 2022      | Asie      | Turquie Ouzbékistan Jordanie Émirats arabes unis | 11 000 km |
| 10      | La via delle Indie (La voie des Indes)             | Costantino della Gherardesca Enzo Miccio            | 9 mars 2023       | 11 mai 2023      | Asie      | Inde Malaisie Cambodge                           | 9 270 km  |
| 11      | La rotta del dragone (La route du dragon)          | Costantino della Gherardesca Gianluca "Fru" Colucci | 7 mars 2024       | 9 mai 2024       | Asie      | Viêt Nam Laos Sri Lanka                          | 5 915 km  |
| 12      | Fino al tetto del mondo (Jusqu'au toit du monde)   | Costantino della Gherardesca Gianluca "Fru" Colucci | 2025              | 2025             | Asie      | Philippines Thaïlande Népal                      |           |

## Classification

### Pechino Express - Avventura in Oriente (2012)
Pays :  Inde -  Népal -  Chine
1. Alessandro Sampaoli & Debora Villa (Gli Attori)
2. Andrés Gil & Anastasia Kuzmina (I Ballerini)
3. Costantino della Gherardesca & Barù (Zio e Nipote)

### Pechino Express: Obiettivo Bangkok (2013)
Pays :  Viêt Nam -  Cambodge -  Laos -  Thaïlande
1. Massimiliano Rosolino & Marco Maddaloni (Gli Sportivi)
2. Francesca Fioretti & Ariadna Romero (Le Modelle)
3. Daniel Moreno Mendoza & Laura Caratelli (I Laureati)

### Pechino Express: Ai confini dell'Asia (2014)
Pays :  Birmanie -  Malaisie -  Singapour -  Indonésie
1. Stefano Corti & Alessandro Onnis (I Coinquilini)
2. Amaurys Perez & Angela Rende (I Pérez)
3. Eva Grimaldi & Roberta Garzia (Le Cougar)

### Pechino Express: Il nuovo mondo (2015)
Pays :  Équateur -  Pérou -  Brésil
1. Antonio Andrea Pinna & Roberto Bertolini (Gli Antipodi)
2. Christian Kang Bachini & Son Pascal (Gli Espatriati)
3. Giulia Salemi & Fariba Mohammad Tehrani (Le Persiane)

### Pechino Express: Le civiltà perdute (2016)
Pays :  Colombie -  Guatemala -  Mexique
1. Alessio Stigliano & Alessandro Tenace (I Socialisti)
2. Diego Passoni & Cristina Bugatty (I Contribuenti)
3. Lory Del Santo & Marco Cucolo (Gli innamorati)

### Pechino Express: Verso il Sol levante (2017)
Pays :  Philippines -  Taïwan -  Japon
1. Ema Stokholma & Valentina Pegorer (Le Clubber)
2. Antonella Elia & Jill Cooper (Le Caporali)
3. Achille Lauro & Boss Doms (I Compositori)

### Pechino Express: Avventura in Africa (2018)
Pays :  Maroc -  Tanzanie -  Afrique du Sud
1. Patrizia Rossetti & Maria Teresa Ruta (Le Signore della TV)
2. Fabrizio Colica & Tommy Kuti (Gli Scoppiati)
3. Linda Morselli & Rachele Fogar (Le Mannequin)

### Pechino Express: Le stagioni dell'Oriente (2020)
Pays :  Thaïlande -  Chine -  Corée du Sud
1. Nicole Rossi & Jennifer Poni (Le Collegiali)
2. Enzo Miccio & Carolina Gianuzzi (I Wedding Planner)
3. Dayane Mello & Ema Kovač (Le Top)

### Pechino Express: La rotta dei sultani (2022)
Pays :  Turquie -  Ouzbékistan -  Jordanie -  Émirats arabes unis
1. Victoria Cabello & Paride Vitale (I Pazzeschi)
2. Natasha Stefanenko & Sasha Sabbioni (Mamma e Figlia)
3. Gianluca "Fru" Colucci & Aurora Leone (Gli Sciacalli)

### Pechino Express: La via delle Indie (2023)
Pays :  Inde -  Malaisie -  Cambodge
1. Joe Bastianich & Andrea Belfiore (Gli italoamericani)
2. Federica Pellegrini & Matteo Giunta (I novelli sposi)
3. Carolina Stramare & Barbara Prezja (Le mediterranee)

## Audiences
| Saison           | Horaire de diffusion                           | Audience de lancement | Audience de lancement | Audience de la finale | Audience de la finale | Audience moyenne | Audience moyenne |
| Saison           | Horaire de diffusion                           | Téléspectateurs       | Parts de marché       | Téléspectateurs       | Parts de marché       | Téléspectateurs  | Parts de marché  |
| ---------------- | ---------------------------------------------- | --------------------- | --------------------- | --------------------- | --------------------- | ---------------- | ---------------- |
| Saison 1 (2012)  | Jeudi à 21 h 15                                | 1 669 000             | 6,88 %                | 2 418 120             | 9,12 %                | 2 039 000        | 7,81 %           |
| Saison 2 (2013)  | Dimanche à 21 h 15 (Lancement) Lundi à 21 h 15 | 1 922 000             | 9,44 %                | 2 466 000             | 9,66 %                | 1 955 000        | 7,92 %           |
| Saison 3 (2014)  | Dimanche à 21 h 15 (Lancement) Lundi à 21 h 15 | 1 876 000             | 9,57 %                | 2 470 000             | 9,86 %                | 2 214 500        | 9,20 %           |
| Saison 4 (2015)  | Lundi à 21 h 15                                | 2 316 000             | 10,49 %               | 2 501 000             | 10,21 %               | 2 338 000        | 9,87 %           |
| Saison 5 (2016)  | Lundi à 21 h 15                                | 2 826 000             | 13,04 %               | 2 057 000             | 8,35 %                | 2 086 500        | 9,00%            |
| Saison 6 (2017)  | Mercredi à 21 h 15                             | 1 895 000             | 8,80 %                | 1 948 000             | 8,10 %                | 1 831 000        | 8,04 %           |
| Saison 7 (2018)  | Jeudi à 21 h 15                                | 1 911 000             | 9,92 %                | 1 331 000             | 6,30 %                | 1 552 300        | 7,37 %           |
| Saison 8 (2020)  | Mardi à 21 h 15                                | 1 936 000             | 9,19 %                | 3 045 000             | 11,50 %               | 2 387 500        | 9,64 %           |
| Saison 9 (2022)  | Jeudi à 21 h 15                                | 433 000               | 1,40 %                | 474 000               | 2,00 %                | 419 300          | 1,54 %           |
| Saison 10 (2023) | Jeudi à 21 h 15                                | 429 000               | 1,80 %                | 531 000               | 2,30 %                | 446 400          | 1,92 %           |

Légende :
- Plus hauts chiffres d'audience
- Plus bas chiffres d'audience